# منتخب إنجلترا لكرة السلة للسيدات
منتخب إنجلترا الوطني لكرة السلة للسيدات (بالإنجليزية: England women's national basketball team) هو ممثل إنجلترا الرسمي في المنافسات الدولية في كرة السلة للسيدات.